# Planalto (São Paulo)
Planalto é um município brasileiro do estado de São Paulo. A cidade tem uma população de 4.389 habitantes (IBGE/2022). A cidade faz parte da região metropolitana de São José do Rio Preto, interior de São Paulo.

## História
A versão oficial do surgimento do município conta que no início do século XX, entre os rios Tietê e Santa Bárbara, a 75 km de São José do Rio Preto, um grupo de pessoas levantou um cruzeiro de madeira tosca, que se constituiu em uma povoação que recebeu o nome de "Lagoa".
Em 21 de agosto  de 1907, o povoado foi elevado à Distrito de Paz, com o nome de Avanhadava, pertencente ao município de São José do Rio Preto. Passou a denominar-se Planalto em 22 de março de 1945, e foi incorporado ao município do mesmo nome em 1º de janeiro de 1949. O município foi emancipado em 3 de abril de 1949, constituído pelos Distritos de Planalto e Zacarias. O primeiro Prefeito foi o Sr. Taufick Domingues, que exerceu o cargo até 1953.

## Geografia
Planalto localiza-se na Mesorregião e Microrregião de São José do Rio Preto, à cerca de 535 km de São Paulo. A cidade tem uma área territorial de 290,1 km²
Tem clima tropical, topografia plana e altitude média de 450 m.

### Demografia
Dados do Censo - 2010
População Total: 4.463
- Urbana: 3.766
- Rural: 697
- Homens: 2.313[9]
- Mulheres: 2.150

Densidade demográfica (hab./km²): 15,38
Dados do Censo - 2000
Mortalidade infantil até 1 ano (por mil): 19,81
Expectativa de vida (anos): 69,24
Taxa de fecundidade (filhos por mulher): 2,69
Taxa de Alfabetização: 74,95%
Índice de Desenvolvimento Humano (IDH-M): 0,744
- IDH-M Renda: 0,683
- IDH-M Longevidade: 0,737
- IDH-M Educação: 0,812

(Fonte: IPEADATA)

## Infraestrutura

### Comunicações
O sistema de telefones automáticos foi inaugurado na cidade em 1982 pela Telecomunicações de São Paulo (TELESP), que também implantou o sistema de discagem direta à distância (DDD) em 1986 com o código de área (0186). Anteriormente a cidade era atendida pela Companhia de Telecomunicações do Estado de São Paulo (COTESP).
Na década de 90 o código DDD da cidade foi alterado para (018), para padronização do sistema telefônico com a telefonia celular que estava sendo implantada em todo o estado.

## Administração
Segue a lista de prefeitos do município de Planalto.
| Nº   | Nome                       | Partido | Início do mandato     | Fim do mandato         | Vice-Prefeito | Notas |
| ---- | -------------------------- | ------- | --------------------- | ---------------------- | ------------- | --- |
| 1º   | Taufick Domingues          |         | 1º de janeiro de 1949 | 31 de dezembro de 1952 |               | Eleito em 1948 para o 1º mandato. |
| 2º   | Antônio Plagliazani        |         | 1º de janeiro de 1953 | 31 de dezembro de 1956 |               | |
| 3º   | Gelsomino Toloy            |         | 1º de janeiro de 1957 | 31 de dezembro de 1960 |               | Eleito em 1956 para o 1º mandato. |
| 4º   | Taufick Domingues          |         | 1º de janeiro de 1961 | 31 de dezembro de 1964 |               | Eleito em 1960 para o 2º mandato. |
| 5º   | José Lopes Marques         |         | 1º de janeiro de 1965 | 31 de dezembro de 1968 |               | |
| 6º   | Gelsomino Toloy            |         | 1º de janeiro de 1969 | 31 de dezembro de 1972 |               | Eleito em 1968 para o 2º mandato. |
| 7º   | José Lopes Marques         |         | 1º de janeiro de 1972 | 31 de dezembro de 1976 |               | |
| 8º   | Paulino Lopes de Souza     |         | 1º de janeiro de 1977 | 31 de dezembro de 1982 |               | |
| 9º   | Miguel Edistio Chaves      |         | 1º de janeiro de 1983 | 31 de dezembro de 1988 |               | |
| 10º  | Paulino Lopes de Souza     |         | 1º de janeiro de 1989 | 31 de dezembro de 1992 |               | |
| 11º  | Luiz Rubens Teixeira       |         | 1º de janeiro de 1993 | 31 de dezembro de 1996 |               | |
| 12º  | Dr. Olimpio Severino Silva |         | 1º de janeiro de 1997 | 31 de dezembro de 2000 |               | Eleito em 1996 para o 1º mandato. |
| 12Aº | Dr. Olimpio Severino Silva |         | 1º de janeiro de 2001 | 31 de dezembro de 2004 |               | Eleito em 2000 para o 2º mandato. |
| 13º  | Silvio Cesar M. Chaves     |         | 1º de janeiro de 2005 | 31 de dezembro de 2008 |               | Eleito em 2004 para o 1º mandato. |
| 13Aº | Silvio Cesar M. Chaves     |         | 1º de janeiro de 2009 | 31 de dezembro de 2012 |               | Eleito em 2008 para o 2º mandato. |
| 14º  | André Luiz Severino Silva  | PP DEM  | 1º de janeiro de 2013 | 31 de dezembro de 2016 |               | Eleito com 47,50% dos votos (1.633 votos), derrotando João Carlos do PSDB (36,56% - 1.257 votos). |
| 15º  | Ademar Adriano de Oliveira | MDB     | 1º de janeiro de 2017 | 31 de dezembro de 2020 |               | Eleito com 50,48% dos votos (1.824 votos) derrotando André que recebeu 49,52% (1.789 votos), com uma diferença de 35 votos.                                                                                                   |
| 16º  | Dr. Olimpio Severino Silva | DEM     | 1º de janeiro de 2021 | presente               |               | Eleito para o cargo ao receber 50,83% dos votos válidos, um total de 1.783 votos, derrotando Adriano de Oliveira que recebeu 48,38% dos votos (1.697 votos), com uma diferença de 86 votos. Eleito em 2020 para o 3º mandato. |

## Religião
O Cristianismo se faz presente na cidade da seguinte forma:

### Igreja Católica
- A igreja faz parte da Diocese de Votuporanga.[19]

### Igrejas Evangélicas
- Assembleia de Deus Ministério do Belém.[20][21]
- Congregação Cristã no Brasil.[22]